# Неділько Микола Миколайович
Неділько Микола Миколайович (нар. 16 квітня 1980, село Застугна, Васильківський район, Київська область) — адвокат, громадський активіст, правозахисник, депутат Васильківської районної ради Київської області 6-го скликання (2010-2015 рр.), депутат Васильківської міської ради Київської області 7-го скликання (2015-2020 рр.), офіцер Збройні Сили України. Був адвокатом майора Управління держохорони України Миколи Мельниченка у справі «касетного скандалу»; відомого грузинського та українського політика Міхеіла Саакашвілі та його поплічника Северіона Дангадзе у справах позбавлення громадянства України, незаконного перетину державного кордону, незаконного стеження, прослуховування та переслідування Міхеіла Саакашвілі та політичного керівництва політичної партії «Рух нових сил».

## Життєпис

### Освіта
- 2001 — Національна академія Державної прикордонної служби України (м. Хмельницький), отримав звання лейтенанта.
- 2005 — Національний аграрний університет (м. Київ) за спеціальністю «Фахівець із стандартизації та сертифікації».
- 2007 — Академія адвокатури України (м. Київ) за спеціальністю «Правознавство», ступінь вищої освіти — спеціаліст.
- 2011 — Національний університет біоресурсів і природокористування України (м. Київ) за спеціальністю «Державне управління», ступінь вищої освіти — магістр.
- 2017 — Академія адвокатури України (м. Київ) за спеціальністю «Правознавство», ступінь вищої освіти — магістр.

### Трудова діяльність
- серпень 2001 — листопад 2001 — молодший офіцер охорони в Управління державної охорони України, м. Київ;
- листопад 2001 — листопад 2003 — юрисконсульт в ППВКФ «Едем», м. Васильків;
- грудень 2005 — лютий 2011 — начальник служби безпеки-юрисконсульт в ТОВ «Плесецький гранітний кар'єр», с. Плесецьке;
- з листопада 2007 — адвокат;
- лютий 2011 — серпень 2013 — заступник Голови правління з корпоративної безпеки, начальник юридичного відділу в ПАТ «Кожухівське», с. Кожухівка;
- з листопада 2013 — керівник ТОВ «Український земельний проект» м. Васильків;
- січень 2016 — грудень 2017 — Державний реєстратор, юрисконсульт КП «Центр розвитку та інвестицій Васильківського району», м. Васильків;
- травень 2018 — липень 2022 - заступник директора КП "Васильківська шкіряна фірма", м. Васильків;
- з 24 лютого 2022 - 03 квітня 2022 - ДФТГ «ЩИТ ВАСИЛЬКОВА»;
- квітень 2022 -  Збройні Сили України.

## Політика, громадська діяльність
- листопад 2010 — жовтень 2015 — депутат Васильківської районної ради Київської області 6-го скликання;
- серпень 2014 — жовтень 2015 — радник Васильківського міського голови Київської області на громадських засадах;
- листопад 2015 — жовтень 2020 — депутат Васильківської міської ради Київської області 7-го скликання;
- член ГО «Васильківська міська організація Федерації боксу України».

## Політична діяльність
- 2007—2010 — член Васильківського районного осередку політичної партії «Батьківщина»;
- 2011—2013 — член, голова ревізійної комісії Соціалістичної партії;
- 2014 — довірена особа кандидата в Президенти України Петра Порошенка за територіальним виборчим округом № 95 (Обухів); політична партія «Блок Петра Порошенка "Солідарність"»;[5]
- 2017—2019 — голова Васильківського міського осередку політичної партії «Рух нових сил Михайла Саакашвілі»;
- 2019 — кандидат у народні депутати України на позачергових парламентських виборах 2019 року (одномандатний виборчий округ № 94, міста Васильків і Обухів, Васильківський і Обухівський райони); політична партія «Рух нових сил Михайла Саакашвілі».[6]

## Сім'я
- Розлучений, має двох дітей — доньку Єлизавету 2003 р.н. та сина Артема 2016 р.н.